# 員林郡

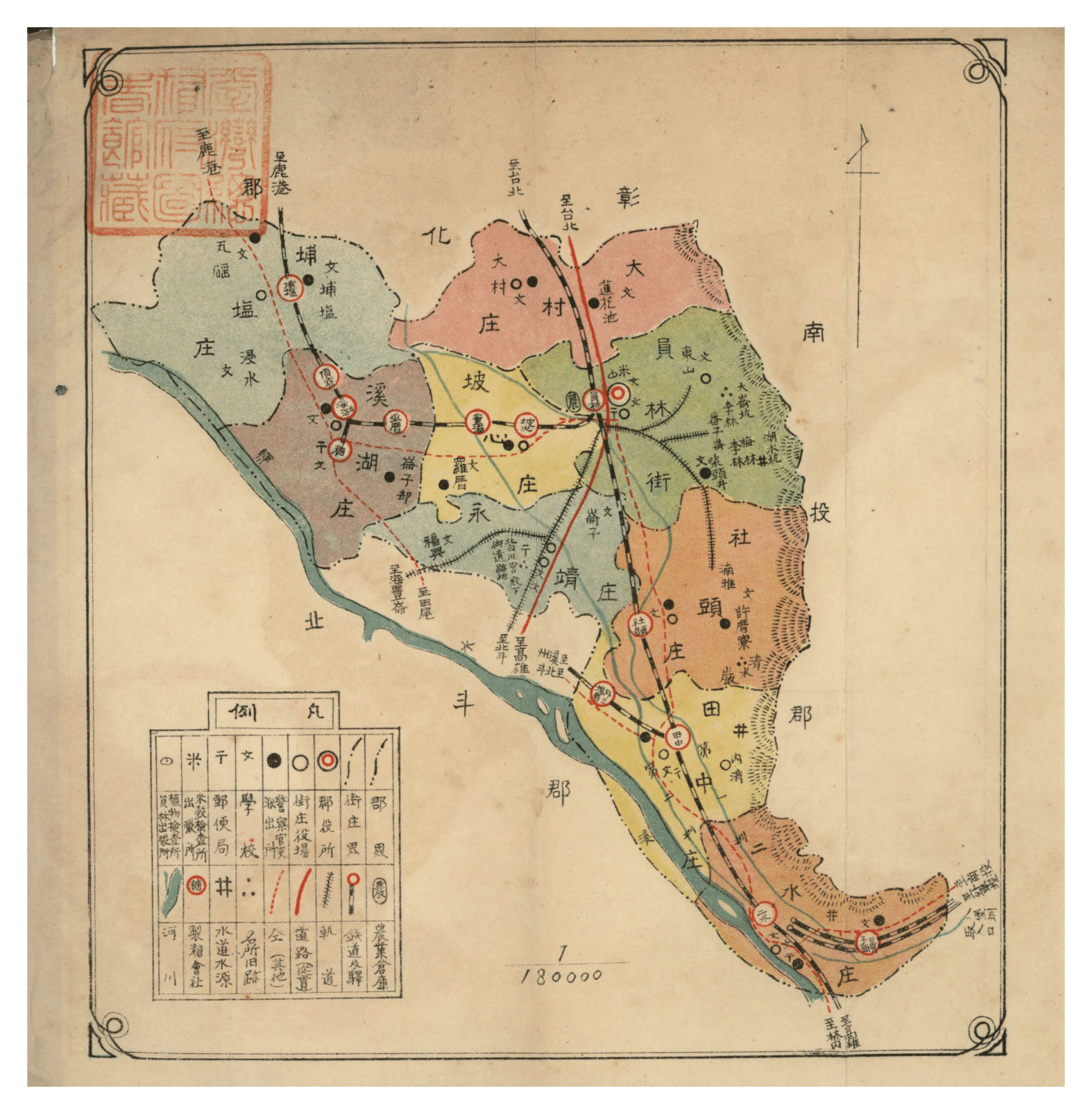
員林郡の地図

員林郡（いんりんぐん）は、日本統治時代の台湾に存在した行政区画の一つであり、台中州に属した。

## 概要
員林街、渓湖街、田中街、大村庄、埔塩庄、坡心庄、永靖庄、社頭庄、二水庄の3街6庄を管轄し、郡役所は員林街に置かれた。1945年3月に重慶国民政府が策定した台湾接管計画綱要地方政制により郡域を員林県とする案があったが、政制の廃止により計画は消滅した。郡域は現在の彰化県員林市、渓湖鎮、田中鎮、大村郷、埔塩郷、埔心郷、永靖郷、社頭郷、二水郷に当たる。

## 歴代首長

### 郡守
- 金子茂樹：1920年 - 1923年
- 池浦和三郎：1923年[1] -
- 桑原政夫[2]
- 石井善次[3]
- 豊沢勇治[4]
- 小笠原正[5]
- 大関善雄[6]
- 田中鉄太郎[7]
- 神田利吉[8]
- 村田安治郎：1943年1月[9] - 1945年